# Communauté de communes des Pays du Bois d'Oingt
La Communauté de communes des Pays du Bois d'Oingt est une ancienne communauté de communes française, située dans le département du Rhône et l'arrondissement de Villefranche-sur-Saône qui existe de 1996 à 2013.

## Historique
Elle est créée en décembre 1996.
Le 1er janvier 2014, elle fusionne (hormis Jarnioux et Ville-sur-Jarnioux qui rejoignent la Communauté d'agglomération Villefranche Beaujolais Saône (CAVBS)) avec les communautés de communes des Monts d'Or Azergues (sauf Quincieux qui rejoindra le Grand Lyon en juin 2014), de Beaujolais-Saône-Pierres-Dorées (sauf Liergues qui rejoint la CAVBS) et Beaujolais Val d'Azergues pour former la communauté de communes Beaujolais Pierres Dorées.

## Composition
| Nom                     | Code Insee | Gentilé          | Superficie (km2) | Population (dernière pop. légale) | Densité (hab./km2) |
| ----------------------- | ---------- | ---------------- | ---------------- | --------------------------------- | ------------------ |
| Le Bois-d'Oingt (siège) | 69024      | Buisantins       | 5,13             | 2 387 (2014)                      | 465                |
| Bagnols                 | 69017      | Bagnolais        | 7,35             | 654 (2014)                        | 89                 |
| Chamelet                | 69039      | Chamelois        | 14,43            | 642 (2014)                        | 44                 |
| Châtillon               | 69050      | Châtillonnais    | 10,71            | 2 187 (2014)                      | 204                |
| Chessy                  | 69056      | Cassiassiens     | 4,55             | 1 908 (2014)                      | 419                |
| Frontenas               | 69090      | Frontenassiens   | 3,42             | 814 (2014)                        | 238                |
| Jarnioux                | 69101      | Jarnoussiens     | 4,20             | 647 (2014)                        | 154                |
| Le Breuil               | 69026      | Breugliens       | 5,63             | 477 (2014)                        | 85                 |
| Légny                   | 69111      | Elginois         | 3,97             | 664 (2014)                        | 167                |
| Létra                   | 69113      | Letrasiens       | 14,64            | 931 (2014)                        | 64                 |
| Moiré                   | 69134      | Moiréens         | 2,03             | 199 (2014)                        | 98                 |
| Oingt                   | 69146      | Iconiens         | 3,92             | 661 (2014)                        | 169                |
| Saint-Laurent-d'Oingt   | 69222      | Saint-Laurentais | 9,05             | 834 (2014)                        | 92                 |
| Saint-Vérand            | 69239      | Véranais         | 17,58            | 1 134 (2014)                      | 65                 |
| Sainte-Paule            | 69230      | Saint-Pauliens   | 7,50             | 349 (2014)                        | 47                 |
| Ternand                 | 69245      | Ternandais       | 10,75            | 689 (2014)                        | 64                 |
| Theizé                  | 69246      | Theizerots       | 11,89            | 1 121 (2014)                      | 94                 |
| Ville-sur-Jarnioux      | 69265      | Villésiens       | 10,11            | 831 (2014)                        | 82                 |

## Compétences
- Hydraulique
- Collecte des déchets des ménages et déchets assimilés
- Traitement des déchets des ménages et déchets assimilés
- Autres actions environnementales
- Création, aménagement, entretien et gestion de zone d'activités industrielle, commerciale, tertiaire, artisanale ou touristique
- Création, aménagement, entretien et gestion de zone d'activités portuaire ou aéroportuaire
- Action de développement économique (Soutien des activités industrielles, commerciales ou de l'emploi, Soutien des activités agricoles et forestières...)
- Construction ou aménagement, entretien, gestion d'équipements ou d'établissements culturels, socioculturels, socio-éducatifs
- Construction ou aménagement, entretien, gestion d'équipements ou d'établissements sportifs
- Activités péri-scolaires
- Activités culturelles ou socioculturelles
- Schéma de cohérence territoriale (SCOT)
- Schéma de secteur
- Création et réalisation de zone d'aménagement concertée (ZAC)
- Constitution de réserves foncières
- Création, aménagement, entretien de la voirie
- Programme local de l'habitat
- Politique du logement social
- Action en faveur du logement des personnes défavorisées par des opérations d'intérêt communautaire
- Opération programmée d'amélioration de l'habitat (OPAH)
- Acquisition en commun de matériel
- NTIC (Internet, câble...)

## Sources
- La base Aspic (Accès des services publics aux informations sur les collectivités) pour le département du Rhône
- [PDF] La Communauté de communes des Pays du Bois d'Oingt sur la base Banatic (Base nationale d'informations sur l'intercommunalité)